# 中国少年儿童百科全书
《中国少年儿童百科全书》是中华人民共和国第一部面向少年儿童的百科全书，由北京师范大学组织，林崇德担任总主编，浙江教育出版社于1991年首次出版。

## 历史
1987年，北京师范大学和浙江教育出版社的教师和编辑为弥补中華人民共和国尚未有少儿百科全书的空缺，决定为中華人民共和国的少年儿童量身定制一套百科全书。
1988年初，《中国少年儿童百科全书》这一选题列入了国家新闻出版署的《1988年－2000年全国辞书编写出版规划》。
1991年六一儿童节前夕，《中国少年儿童百科全书》正式出版。
1992年至1998年，该套全书在连续四届全国书市上获选「十大优秀畅销书」。
1997年，《中国少年儿童百科全书》和《十万个为什么》一起被中国共产主义青年团中央委员会等四家单位评为全国最受少年儿童欢迎的图书。
1998年1月13日，中国中央电视台焦点访谈栏目用12分钟介绍了该套全书，引发购书热。节目播出一周后便售出10万套，当年售出近70万套。
截止2016年，该套全书已销售400万套。
百科全书在出版三版之后再无更新。直至2015年，北京师范大学和浙江教育出版社再度联手，筹备新版少儿百科全书。
2017年4月，《新版中国少年儿童百科全书》在新媒体平台预售。

## 内容
《中国少年儿童百科全书》分为自然·环境、科学·技术、人类·社会、文化·艺术四卷，分为六十多个学科门类，有五千余个条目，五百多幅插图，四百万字。
- 《自然·环境》卷封面为绿色，讲解了宇宙演化、地质变迁、生物进化、动植物形态、人体构造等领域；
- 《科学·技术》卷封面为橙色，介绍了科技史、中外著名科学家事迹、数学物理化学现象规律等；
- 《人类·社会》卷封面为蓝色，阐述了中國及世界历史、风景名胜、政治、经济、法律、军事等领域；
- 《文化·艺术》卷封面为红色，展现了文学、哲学、音乐、美术、体育等文化和艺术成果。

## 评价
首版百科全书编委会包括来自北京、上海、浙江等地的500位学科专家、儿童心理学家、科普作家、儿童文学作家等等。全书每篇稿件至少修改三次，为贴近少儿心理，不少条目标题由小读者拟定。百科全书的定价在中国家庭的经济承受能力范围内，物美价廉，这也是其长销不衰的原因。这套书被認為在1980年至1999年出生的中華人民共和國人之中影响深远，是这一代不少人的童年启蒙读物。